# 애칭
애칭(愛稱)은 본래의 이름 외에 가족이나 연인, 친한 친구, 어린이나 아기 등을 친근하고 다정하게 부를 때 쓰는 호칭이다. 애칭이라는 용어는 화자가 사랑이나 애정을 느끼는 사람, 동물 또는 무생물을 언급하거나 설명하는 데 사용되는 단어 또는 문구이다. 애칭 표현은 부모가 자녀에게, 연인이 서로에게 말하는 등 다양한 이유로 사용된다.

## 언어별 애칭

### 한국어
- 여보
- 자기(야)

### 독일어
- 마우스(Maus)
- 베어(Bär)
- 샤츠(Schatz)
- 엥겔(Engel)
- 하제(Hase)

### 러시아어
- 도로고이(дорогой)/도로가야(дорогая)
- 류비미(любимый)/류비마야(любимая)
- 밀리(милый)/밀라야(милая)
- 자이카(зайка), 자이치카(зайчка)
- 키사(киса, 키스카(киска)

### 스페인어
- 미오(mio)/미아(mia)
- 미 아모르(mi amor)
- (미) 시엘로((mi) cielo)
- 까리뇨(cariño)

### 아랍어
- 하비비(حَبِيبِي)

### 영어
- 달링(darling)
- 러브(love)
- 베이비(baby), 베이브(babe), 베이(bae)
- 슈거(sugar)
- 스윗하트(sweetheart), 스위티(sweetie)
- 큐티(cutie)
- 펌프킨(pumpkin)
- 허니(honey)

### 인도네시아어
- 사양(sayang)

### 중국어
- 과이(乖)
- 바오바오(宝宝)
- 바오베이(宝贝)
- 친아이더(亲爱的)

### 터키어
- 세브길리(sevgili)

### 포르투갈어
- 구리아(guria)
- 아모르(amor)
- 케리두(querido)/케리다(querida)

### 프랑스어
- (마) 셰리((ma) chérie)/(몽) 셰리((mon) chéri)

## 같이 보기
- 지소사
- 별명